# Loud Hailer
Loud Hailer es el último álbum de estudio del guitarrista británico Jeff Beck, publicado por Atco Records en 2016.

## Lista de canciones
Todas escritas por Jeff Beck, Carmen Vandenberg & Rosie Bones, excepto donde se indique.
- "The Revolution Will Be Televised" – 3:53
- "Live in the Dark" – 3:47
- "Pull It" (Jeff Beck, Filippo Cimatti) – 2:09
- "Thugs Club" – 5:15
- "Scared for the Children" – 6:07
- "Right Now" – 3:57
- "Shame" – 4:40
- "Edna" (Jeff Beck) – 1:03
- "The Ballad of the Jersey Wives" – 3:50
- "O.I.L. (Can't Get Enough of That Sticky)" – 4:41
- "Shrine" – 5:47

## Créditos
- Jeff Beck – guitarra
- Carmen Vandenberg – guitarra
- Rosie Bones – voz
- Davide Sollazzi – batería
- Giovanni Pallotti – bajo